# Sergey Khristoforovich Aganov
Sergey Khristoforovich Aganov (tiếng Armenia: Սերգեյ Քրիստափորի Աղանով; tiếng Nga: Сергей Христофорович Аганов; 4 tháng 6 năm 1917 - 1 tháng 2 năm 1996), còn có tên Armenia là Sargis Kristopvori Ohanyan (tiếng Armenia: Սարգիս Քրիստոփորի Օհանյան), là một Nguyên soái công binh Liên Xô người Armenia. Ông đã được trao Giải thưởng Nhà nước Liên Xô, Huân chương Kutuzov, Huân chương Lenin, Huân chương Cờ Đỏ, Huân chương Chiến tranh Vệ quốc, Huân chương Sao Đỏ, Huân chương Phục vụ Tổ quốc trong các Lực lượng Vũ trang Liên Xô, Huân chương "Vì lòng dũng cảm" (Nga), Huân chương Zhukov và Huân chương Chiến công.

## Thời thiếu niên
Người ta thường cho ra rằng S. Aganov là người Nga theo quốc tịch, nhưng sau khi Armenia tuyên bố độc lập, người ta lại thường cho ra rằng ông là người Armenia - Ohanian. Ông nội của ông đã từ Nagorno-Karabakh chuyển đến Astrakhan. Sau khi tốt nghiệp trung học, ông làm việc tại Moskva Electrokombinat, là quản đốc của một đội lắp ráp. Năm 1938, ông gia nhập Hồng quân Liên Xô, tốt nghiệp Trường Kỹ thuật Quân sự Moskva năm 1940. Ông đã tham gia các trận chiến trong chiến tranh Liên Xô-Phần Lan với tư cách là chỉ huy của một trung đội công binh. Từ tháng 3 năm 1940, ông chỉ huy một đại đội công binh, sau đó là người đứng đầu trường đào tạo chỉ huy cấp cơ sở của lữ đoàn công binh của Quân khu Leningrad.

## Chiến tranh Vệ Quốc Vĩ đại
Ông tham gia Chiến tranh Vệ quốc Vĩ đại từ tháng 6 năm 1941. Ông chỉ huy một đại đội công binh, từ tháng 10 năm 1941 - là phụ tá cao cấp (theo thuật ngữ hiện đại tương ứng với chức vụ tham mưu trưởng) của một tiểu đoàn công binh, từ tháng 2 năm 1942 - phó chỉ huy trưởng tiểu đoàn công binh, từ tháng 4 năm 1942 - trợ lý tham mưu trưởng binh chủng công binh của Binh đoàn 54. Ông đã chiến đấu trên mặt trận Leningrad và Volkhov.
Vào tháng 11 năm 1942, ông được triệu hồi từ mặt trận về để phục vụ thêm tại trụ sở của binh chủng công binh của Hồng quân. Ông từng là trợ lý, sau đó là trợ lý cấp cao của trưởng bộ phận vận hành. Nằm trong nhóm đại diện của Trụ sở Bộ Tư lệnh Tối cao, anh nhiều lần đi tới các đơn vị. Ông đã tham gia hỗ trợ quân đội tổ chức yểm trợ kỹ thuật cho các chiến dịch của các phương diện quân Tây Nam, Bryansk, Voronezh, Belorussian 3, Baltic 1 và Baltic 2. Thành viên của CPSU (b) từ năm 1942.

## Sau Chiến tranh
Sau chiến tranh, ông tiếp tục phục vụ trong sở chỉ huy các binh chủng công binh của Quân đội Liên Xô, là sĩ quan cấp cao của cục. Năm 1950, ông tốt nghiệp Học viện Quân sự Frunze. Từ năm 1951 - phó trưởng phòng, từ tháng 1 năm 1952 - trưởng phòng của bộ chỉ huy công binh Quân đội Liên Xô. Năm 1955, ông tốt nghiệp Học viện Quân sự Cao cấp mang tên K. E. Voroshilov.
Từ tháng 11 năm 1955, ông là chỉ huy trưởng binh chủng công binh của Tập đoàn quân cận vệ 8 trong Cụm lực lượng Liên Xô tại Đức. Sau đó ông được chuyển sang công tác giảng dạy và tháng 8 năm 1960 được bổ nhiệm làm giảng viên cao cấp, tháng 12 năm 1963 làm Phó chủ nhiệm bộ môn Trường Quân sự Bộ Tổng Tham mưu. Từ tháng 1 năm 1967, ông làm Tham mưu trưởng Binh chủng Công binh của Lực lượng Liên Xô tại Đức. Từ tháng 1 năm 1970 - Phó Tham mưu trưởng Binh chủng Công binh Bộ Quốc phòng Liên Xô. Từ tháng 4 năm 1974 - Chủ nhiệm Học viện Kỹ thuật Quân sự V. Kuibyshev.
Từ tháng 3 năm 1975, ông làm Tham mưu trưởng Binh chủng Công binh Bộ Quốc phòng Liên Xô. Ông rất chú trọng đến việc cải tiến cơ cấu tổ chức của các binh chủng công binh và trang bị kỹ thuật của họ, phát triển các phương pháp hỗ trợ kỹ thuật hiệu quả cho các hoạt động tác chiến của quân đội và đào tạo nhân viên công binh. Ông đã có nhiều đóng góp trong việc tổ chức và thực hiện các biện pháp nhằm loại bỏ hậu quả của vụ tai nạn nhà máy điện hạt nhân Chernobyl. Ngày 25 tháng 4 năm 1975, ông được thăng hàm Đại tướng Binh chủng Công binh. Ngày 7 tháng 5 năm 1980, ông được thăng Quân hàm Nguyên soái Công binh..
Từ tháng 3 năm 1987, ông công tác tại Đoàn Tổng Thanh tra Bộ Quốc phòng Liên Xô.
Từ năm 1992, ông nghỉ hưu, sống ở Moskva. Khi qua đời, ông được chôn cất tại Nghĩa trang Troekurovsky.
Vào ngày 12 tháng 12 năm 2017, một con tem bưu chính đã được phát hành tại Armenia, dành riêng cho chủ đề "Kỷ niệm 100 năm ngày sinh của Nguyên soái Công binh Liên Xô Sergei Aganov".